# Rad am Ring 2017
Das 2. Rad am Ring 2017 war ein deutsches Straßenradrennen auf dem Nürburgring/Rheinland-Pfalz.
Das Eintagesrennen Rad am Ring mit dem Beinamen Rudi Altig Race fand am Sonntag, dem 30. Juli 2017, statt. Es wurden je fünf Runden auf der Nordschleife und je fünf Runden auf der Grand-Prix-Strecke ausgetragen. Zudem gehörte das Radrennen zur UCI Europe Tour 2017 und war dort in der Kategorie 1.1 eingestuft.
Sieger des Rennens wurde der Niederländer Huub Duyn (Verandas Willems) aus einer vierköpfigen Spitzengruppe heraus, die sich 25 Kilometer vor dem Ziel bildete an der Hohen Acht, vor seinem Teamkollegen Wout van Aert. Zuvor waren alle weiteren Ausreißversuche, u. a. von Gian Friesecke (Schweiz/Vorarlberg) und Christopher Hatz (Deutschland/Lotto Kern-Haus), ohne Erfolg.

## Rennergebnis
| #      | Fahrer           | Team                         | Zeit       |
| ------ | ---------------- | ---------------------------- | ---------- |
| Sieger | Huub Duyn        | Vérandas Willems-Crelan      | 3h 27' 57" |
| 2.     | Wout van Aert    | Vérandas Willems-Crelan      | +0' 04"    |
| 3.     | Dimitri Peyskens | WB Veranclassic Aqua Protect | +0' 07"    |
| 4.     | Stijn Devolder   | Vérandas Willems-Crelan      | +0' 33"    |
| 5.     | Iwan Sawizki     | Gazprom-RusVelo              | +0' 53"    |
| 6.     | Peter Schulting  | Destil-Jo Piels Cycling Team | +0' 59"    |
| 7.     | Rob Partridge    | BIKE Channel Canyon          | +1' 02"    |
| 8.     | Jesper Schultz   | ColoQuick-Cult               | gl. Zeit   |
| 9.     | Rory Townsend    | BIKE Channel Canyon          | +1' 08"    |
| 10.    | Gian Friesecke   | Team Vorarlberg              | gl. Zeit   |